# Karl Ernst Horbol
Karl Ernst Horbol (* 1953 in Grevesmühlen) ist ein deutscher Schauspieler, Kabarettist, Hörspielsprecher, Stuntman, Schriftsteller und Verleger.

## Leben
Karl Ernst Horbol absolvierte sein Schauspielstudium von 1975 bis 1979 an der Theaterhochschule „Hans Otto“ Leipzig und am Schauspielstudio des Staatstheaters Dresden, wo er bereits während seines Studiums mehrfach auf der Bühne stand. Seine ersten festen  Theaterengagements als Diplom-Schauspieler hatte er in Zwickau und Neustrelitz, sowie als Kabarettist am Kabarett-Theater Distel  in Berlin. Zeitgleich begann seine Tätigkeit vor der Kamera für den Film und das Fernsehen in der DDR. Bis zur  Wende schrieb er Texte für den Rundfunk der DDR, das Fernsehen der DDR und die Fernsehzeitschrift FF dabei.
Nach der Wende erhielt  Karl Ernst Horbol einige kleinere Filmauftritte, zumeist in Episoden von Fernsehserien. Auch im Theater war er nicht mehr so häufig zu sehen, bis er in der Berliner Komödie am Kurfürstendamm  die Rolle des Hans in dem Stück Veronika, der Lenz ist da – Die Comedian Harmonists von Gottfried Greiffenhagen übernahm. Mit diesem Erfolgsstück ging er von 1999 bis zu seinem Ausstieg 2011 auch auf Tournee durch Deutschland, Österreich, die Schweiz und Luxemburg. Von 1996 bis 2004 war er bei dem Sender Fernsehen aus Berlin als Sprecher und Moderator beschäftigt. Seit 2001 war er als Moderator und Darsteller in diversen Stunt-Shows des Filmparks Babelsberg tätig, deren Handlungen er zum Teil auch ausgearbeitet hat. Vor einigen Jahren gründete Karl Ernst Horbol den Abentheuer Verlag. Im Jahr 2004 veröffentlichte er seinen ersten selbst geschriebenen Roman Alienus Alifer (ISBN 3-8334-0849-9).
Bei der Wahl zum Abgeordnetenhaus von Berlin 2011 trat er auf Platz 6 der Landesliste der rechtsextremen Partei pro Deutschland an.
Karl Ernst Horbol wohnt in Berlin.

## Filmografie
- 1979: Addio, piccola mia
- 1980: Komödianten-Emil
- 1984: Ernst Thälmann (Fernsehzweiteiler)
- 1985: Unternehmen Geigenkasten
- 1985: Die Frau und der Fremde
- 1986: Das Buschgespenst (Fernsehzweiteiler)
- 1987: Polizeiruf 110: Die alte Frau im Lehnstuhl (Fernsehreihe)
- 1989: Die gläserne Fackel (Fernsehserie, 1 Episode)
- 1990: Die Architekten
- 1993: Polizeiruf 110: Blue Dream – Tod im Regen
- 1994: Tatort: Geschlossene Akten (Fernsehreihe)
- 1994: Polizeiruf 110: Totes Gleis
- 1997: Der letzte Zeuge (Fernsehserie, 1 Episode)
- 1998: Für alle Fälle Stefanie (Fernsehserie, 1 Episode)
- 1999: Nichts als die Wahrheit
- 2001: Streit um drei (Fernsehserie, 1 Episode)
- 2002: Für alle Fälle Stefanie (Fernsehserie, 1 Episode)
- 2008: Wege zum Glück (Fernsehserie, 1 Episode)
- 2009: Ein Hausboot zum Verlieben (Fernsehfilm)
- 2011: Das Haus Anubis (Fernsehserie, 1 Episode)

## Theater

### Schauspieler
- 1977: Jan Drda: Das sündige Dorf oder der vergessene Teufel – Regie: Wilfried Weschke/Günter Kurze (Staatstheater Dresden)
- 1978: William Shakespeare: Heinrich IV.  – Regie: Klaus Dieter Kirst (Staatsschauspiel Dresden)
- 1979: Eduardo De Filippo: Samstag, Sonntag, Montag (Rocco) – Regie: W. Wischnewski (Bühnen der Stadt Zwickau)
- 1981: William Shakespeare: Die Zähmung der Widerspenstigen – Regie: Ulrich Schwarz (Friedrich-Wolf-Theater Neustrelitz)
- 1982: Peter Hacks nach Aristophanes: Der Frieden (Hermes) – Regie: Wilfried Bismark (Friedrich-Wolf-Theater Neustrelitz)
- 1982: Friedrich Wolf: Beaumarchais oder Die Geburt des Figaro – Regie: Ekkehard Dennewitz (Friedrich-Wolf-Theater Neustrelitz)
- 1984: Autorenkollektiv: Für- und Widersprüche – Regie: Ekkehard Dennewitz (Kabarett-Theater Distel Berlin)
- 1985: Autorenkollektiv: Die Poesie – ich pfeif auf sie – Regie: Herbert Fischer (Kabarett-Theater Distel Berlin)
- 1986: Autorenkollektiv: An Mut sparet nicht trotz Mühe – Regie: Hans-Georg Simmgen  (Kabarett-Theater Distel Berlin)
- 1990: Molière: Der Menschenfeind (Philinte) – Regie: G. Becker (Kammerspiele Düsseldorf)
- 1990: James Goldman: Ein Löwe im Winter – Regie: ? (Stadttheater Euskirchen)
- 1992: Oscar Wilde: Bunbury (John Worthing) – Regie: Horst Lateika (Staatstheater Kassel)
- 1999: Carlo Goldoni: Der Impressario von Smyrna (Makario) – Regie: Cornelia Birkfeld (H.M.N.-Kunstforum Berlin)
- 1999: Gottfried Greiffenhagen: Veronika, der Lenz ist da – Die Comedian Harmonists (mehrere Rollen) – Regie: Martin Woelffer (Komödie am Kurfürstendamm Berlin)

### Regisseur
- 1999: Patrick Süskind: Der Kontrabaß (auch Bassist) – (H.M.N.-Kunstforum)

## Hörspiele
- 1978: Jobst Rapp: Der Doktor ohne Namen – Regie: Klaus Zippel (Kinderhörspiel/Rätselsendung – Rundfunk der DDR)
- 1985: Peter Gauglitz: Vogelfreitag (Polizeiarzt) – Regie: Edith Schorn (Kriminalhörspiel/Kurzhörspiel – Rundfunk der DDR)